# Dicranomyia (Dicranomyia) cuneata
Dicranomyia (Dicranomyia) cuneata is een tweevleugelige uit de familie steltmuggen (Limoniidae). De soort komt voor in het Australaziatisch gebied.